# Kedla
Kedla là một thị trấn thống kê (census town) của quận Hazaribag thuộc bang Jharkhand, Ấn Độ.

## Nhân khẩu
Theo điều tra dân số năm 2001 của Ấn Độ, Kedla có dân số 17.588 người. Phái nam chiếm 55% tổng số dân và phái nữ chiếm 45%. Kedla có tỷ lệ 62% biết đọc biết viết, cao hơn tỷ lệ trung bình toàn quốc là 59,5%: tỷ lệ cho phái nam là 72%, và tỷ lệ cho phái nữ là 49%. Tại Kedla, 15% dân số nhỏ hơn 6 tuổi.